# Шатонеф ла Руж
Шатонеф ла Руж (фр. Châteauneuf-le-Rouge) насеље је и општина у Француској у региону Прованса-Алпи-Азурна обала, у департману Ушће Роне која припада префектури Екс ан Прованс.
По подацима из 2011. године у општини је живело 2109 становника, а густина насељености је износила 160,38 становника/km². Општина се простире на површини од 13,15 km². Налази се на средњој надморској висини од 348 метара (максималној 511 m, а минималној 179 m).

## Демографија
| 1962. | 1968. | 1975. | 1982. | 1990. | 1999. | 2011. |
| ----- | ----- | ----- | ----- | ----- | ----- | ----- |
| 113   | 165   | 285   | 1.071 | 1.283 | 1.869 | 2.109 |

График промене броја становника у току последњих година